# (1009) Sirene
(1009) Sirene – planetoida z grupy przecinających orbitę Marsa okrążająca Słońce w ciągu 4 lat i 96 dni w średniej odległości 2,63 au. Została odkryta 31 października 1923 roku w Landessternwarte Heidelberg-Königstuhl w Heidelbergu przez Karla Reinmutha. Nazwa planetoidy pochodzi od mitycznych syren. Przed jej nadaniem planetoida nosiła oznaczenie tymczasowe (1009) 1923 PE.